# 雷神之锤C
雷神之锤C（QuakeC）是id Software的首席程序员约翰·卡马克在1996年开发的编程语言，是电脑游戏雷神之锤的一部分。使用QuakeC，程序员可以自定义Quake的各种属性，包括增加枪械、改变游戏物理系统以及其他的复杂功能。它也可以用于修改游戏中敌人的人工智能水平或者关卡。